# 白川村立白川小学校椿原分校芦倉冬季分校
白川村立白川小学校椿原分校芦倉冬季分校（しらかわそんりつ　しらかわしょうがっこう　つばきはらぶんこう　あしくらとうきぶんこう）は、かつて岐阜県大野郡白川村に存在した公立小学校の分校の冬季分校。

## 概要
- 白川小学校椿原分校の冬季分校であった。戦前から未認可校として存在し、認可されたのは1947年である。
- 現在の白川村芦倉の児童が通学していた。冬季以外の時季は白川小学校椿原分校に通学していた。

## 沿革
- 1947年（昭和22年） - 白川村大字椿原字芦倉に白川小学校椿原分校芦倉冬季分校として開校。本校の椿原分校は小中併設であったが、芦倉冬季分校は小学校のみの分校であった。
- 1962年（昭和37年） - 中学校の授業を開始し、白川小中学校椿原分校芦倉冬季分校となる。
- 1969年（昭和44年）3月 - 小中学校併設を解消し、白川小学校、白川中学校はそれぞれ単独校となる。白川小中学校椿原分校芦倉冬季分校は白川小学校椿原分校芦倉冬季分校、白川中学校椿原分校芦倉冬季分校となるが、引き続き小中併設の分校となる。
- 1979年（昭和55年）3月 - 廃校。